# Elaphe quadrivirgata
Espèce
Synonymes
- Coluber quadrivirgatus Boie, 1826
- Coluber vulneratus Boie, 1826
- Coluber virgatus Temminck & Schlegel, 1837
- Elaphis bilineatus Hallowell, 1860
- Leptophidium dorsale Hallowell, 1860

Elaphe quadrivirgata est une espèce de serpents de la famille des Colubridae.

## Répartition
Cette espèce se rencontre :
- au Japon, sur les îles Hokkaidō, Honshū, Izu, Kyūshū, Oki, Tanegashima, Shikoku et Yakushima ;
- en Russie, sur l'île de Kounachir, dans les îles Kouriles.

## Description

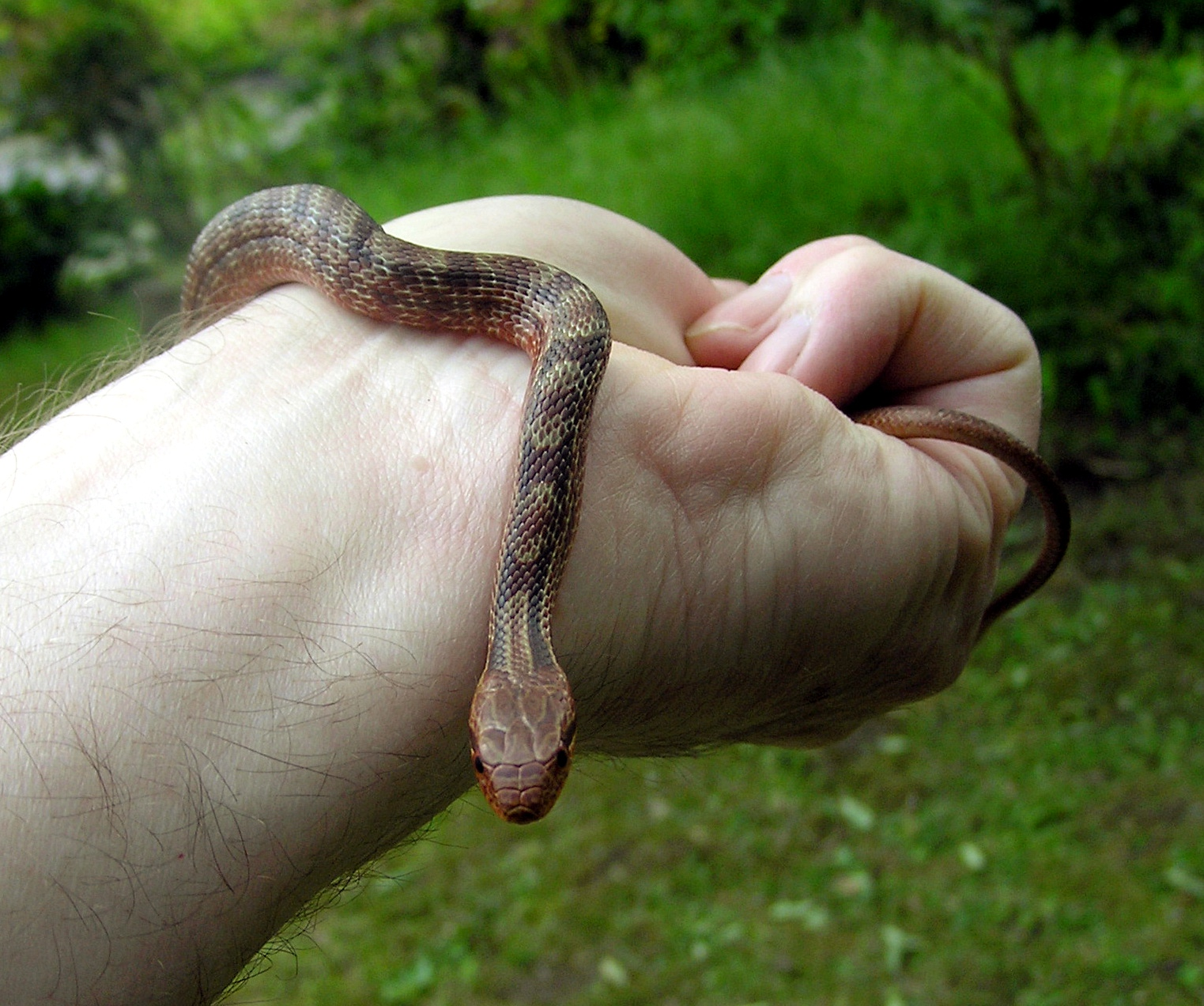
Elaphe quadrivirgata, juvénile.

Elaphe quadrivirgata mesure entre 100 et 150 cm. Son dos est brun clair à jaune et présente quatre lignes noires sur toute la longueur du corps. Certains individus sont entièrement noirs (mélanisme). Les juvéniles ont des couleurs tirant plutôt sur le rouge et leurs lignes noires sont irrégulières.
Il s'agit d'un serpent diurne qui se nourrit de rongeurs, lézards, d'oiseaux et leurs œufs, ainsi que d'insectes et d'amphibiens.

## Étymologie
Son nom d'espèce, du latin quadri, « quatre », et virgata, « rayure », lui a été donné en référence à sa livrée.

## Publication originale
- Boie, 1826 : Merkmale einiger japanischer Lurche. Isis von Oken, vol. 19, p. 203-216 (texte intégral).